# Новокостянтинівка (Джанкойський район)
Новокостянти́нівка (крим. Novokostăntınivka) — село в Джанкойському районі Автономної Республіки Крим. Розташоване на сході району, входить до складу Стальненської сільської ради. Населення — 165 осіб за переписом 2001 року.

## Географія
Новокостянтинівка — село у степовому Криму, на узбережжі одної з мілководних заток Сивашу. Висота над рівнем моря — 11 м. Сусідні села: Рідне (3,5 км на північний захід) і Новопавлівка (5,5 км на південь). Відстань до райцентру — близько 20 кілометрів, там же найближча залізнична станція.

## Історія
Село відносно молоде: вперше згадується у Списку населених пунктів Кримської АРСР до Всесоюзного перепису населення 17 грудня 1926 року як Ново-Костянтинівка Антонівновської сільради Джанкойського району Кримської АСРР.
Після утворення у 1935 році Колайського району (1944-го перейменований у Азовський) село включили до його складу. А у грудні 1962 року указом Президії Верховної Ради УРСР Азовський район був скасований і Слов'янське знову увійшло до Джанкойського району. З 8 лютого 1973 року включене до Стальненської сільської ради.